# Efecte de Schwinger

En presència d'un camp elèctric fort i constant, es crearan espontàniament electrons, e ^{-}, i positrons, e ^{+}.

L'efecte Schwinger és un fenomen físic previst pel qual la matèria es crea per un fort camp elèctric. També s'anomena efecte Sauter-Schwinger, mecanisme Schwinger o producció de parells Schwinger. És una predicció de l'electrodinàmica quàntica (QED) en la qual els parells electró - positró es creen espontàniament en presència d'un camp elèctric, provocant així la decadència del camp elèctric. L'efecte va ser proposat originalment per Fritz Sauter el 1931 i Werner Heisenberg i Hans Heinrich Euler van realitzar un treball important el 1936, encara que no va ser fins al 1951 que Julian Schwinger va donar una descripció teòrica completa.
L'efecte Schwinger es pot considerar com una desintegració al buit en presència d'un camp elèctric. Tot i que la noció de decadència al buit suggereix que alguna cosa es crea del no-res, les lleis de conservació física s'obeeixen. Per entendre-ho, cal tenir en compte que els electrons i els positrons són les antipartícules dels altres, amb propietats idèntiques excepte càrrega elèctrica oposada.
Per conservar energia, el camp elèctric perd energia quan es crea un parell electró-positró, en una quantitat igual a {\displaystyle 2m_{\text{e}}c^{2}}, on {\displaystyle m_{\text{e}}} és la massa en repòs d'electrons i {\displaystyle c} és la velocitat de la llum. La càrrega elèctrica es conserva perquè un parell electró-positró és neutre de càrrega. El moment lineal i angular es conserven perquè, en cada parell, l'electró i el positró es creen amb velocitats i girs oposats. De fet, s'espera que l'electró i el positró es creïn en repòs (a prop del) i, posteriorment, s'acceleren l'un de l'altre pel camp elèctric.

## Descripció matemàtica
La producció de parells de Schwinger en un camp elèctric constant té lloc a una velocitat constant per unitat de volum, comunament denominada {\displaystyle \Gamma }. Schwinger va calcular la taxa per primera vegada i a l'ordre inicial (un bucle) és igual a
{\displaystyle \Gamma ={\frac {(eE)^{2}}{4\pi ^{3}\hbar ^{2}c}}\sum _{n=1}^{\infty }{\frac {1}{n^{2}}}\exp \left\{-{\frac {\pi m^{2}c^{3}n}{\hbar eE}}\right\}}
on {\displaystyle m} és la massa d'un electró, {\displaystyle e} és la càrrega elemental, i {\displaystyle E} és la intensitat del camp elèctric. Aquesta fórmula no es pot ampliar en una sèrie de Taylor a {\displaystyle e^{2}}, mostrant la naturalesa no perturbadora d'aquest efecte. Pel que fa als diagrames de Feynman, es pot derivar la taxa de producció de parells de Schwinger sumant el conjunt infinit de diagrames que es mostren a continuació, que contenen un bucle d'electrons i qualsevol nombre de potes de fotons externs, cadascun amb energia zero.

El conjunt infinit de diagrames de Feynman rellevants per a la producció de parells de Schwinger.

## Perspectives experimentals
L'efecte Schwinger original de l'electrodinàmica quàntica mai s'ha observat a causa de les intensitats de camp elèctric extremadament fortes requerides. La producció de parells té lloc de manera exponencial lentament quan la intensitat del camp elèctric està molt per sota del límit de Schwinger, corresponent a aproximadament 1018 V/m. Amb les instal·lacions làser actuals i planificades, es tracta d'una força de camp elèctric inviablement forta, de manera que s'han proposat diversos mecanismes per accelerar el procés i reduir així la força del camp elèctric necessària per a la seva observació.
El gener de 2022, els investigadors de l'Institut Nacional del Grafè dirigits per Andre Geim i una sèrie d'altres col·laboradors van informar de l'observació d'un procés analògic entre electrons i forats al punt de Dirac d'un superret de grafè sobre nitrur de bor hexagonal (G/hBN) i un altre de grafè bicapa retorçada (TBG). També s'utilitza una interpretació com a túnel Zener–Klein (una barreja entre túnel Zener i túnel Klein). El juny de 2023, investigadors de l'Ecole Normale Supérieure de París i els seus col·laboradors van informar de la mesura quantitativa de la taxa de producció de parells de Schwinger en transistors de grafè dopats en una geometria 1D.